# Edward Abraham
Sir Edward Penley Abraham, CBE, (* 10. Juni 1913 in Southampton, England; † 9. Mai 1999 in Oxford, England) war ein britischer Biochemiker, der zusammen mit Ernst Chain und Howard Florey an der Entwicklung des Penicillins arbeitete. Später war er maßgeblich an der Entwicklung der antibiotischen Cephalosporine beteiligt.
Abraham ging in Southampton zur Schule und studierte Chemie an der Universität Oxford (Queen’s College), an der er auch promoviert wurde. Danach war er an der Sir William Dunn School of Pathology in Oxford. Er wurde Mitarbeiter von Howard Florey in der Penicillin-Forschung, wobei er vor allem am Reinigungsprozess und der Bestimmung der chemischen Struktur beteiligt war. Florey ernannte ihn 1948 zu einem der drei Penicillin Research Fellows am Lincoln College in Oxford, was er bis zu seinem Ruhestand 1980 blieb. Nach seiner Beteiligung an der Penicillin-Entwicklung untersuchte er mit Guy Newton eine Substanz, Cephalosporin C, aus einer Kultur des Pilzes Acremonium strictum. Die Pilzkultur erhielt er von Giuseppe Brotzu, der sie auf Sardinien aus einem Abwasserrohr isoliert und auch deren antibakterielle Wirkung schon entdeckt hatte. Damit konnten auch Penicillin-resistente Bakterien getötet werden. Ein entsprechendes Antibiotikum brachte Glaxo 1964 auf den Markt (als Ceporin).
Im Gegensatz zu Florey und dem Penicillin konnte er ein Patent auf Cephalosporin anmelden. Mit einem Großteil seines Vermögens, das er aus Patenten erhielt, finanzierte er den Edward Abraham Fund an der University of Oxford und den Cephalosporin Fund am Lincoln College.
Abraham wurde 1958 als Fellow in die Royal Society gewählt und 1980 zum Knight Bachelor („Sir“) geschlagen. 1975 erhielt Abraham den Scheele-Preis und er erhielt die Royal Medal. 1983 wurde er in die American Academy of Arts and Sciences gewählt. Ein Forschungsgebäude des Lincoln College in Oxford ist nach ihm benannt. 1973 wurde er CBE.